# 他信大學
他信大學，又译南方大学（直译：南方大学）是泰國宋卡府的一所公立大學。她的前身是一所成立與1968年的師範學院，1974年該學院升級成為市叻嘉林大學（Srinakharinwirot University）。而她又終於在1996年成為一所完全獨立的公立大學並改為今天的名字。
他信大學的主校在宋卡城，另有分校在博他侖城。包括人文與社會科學院（Faculty of Humanities and Social Sciences）、理科學院（Faculty of Science）、教育學院（Faculty of Education）、以及南泰研究學院（The Institute for Southern Thai Studies）
「他信」在泰語中含有「南方」的意思，這個名字和前泰國首相他信無關。

## 外部連結
- 他信大學網址（页面存档备份，存于）

7°09′47″N 100°36′32″E / 7.163171°N 100.608974°E